# Cleistanthus concinnus
Cleistanthus concinnus är en emblikaväxtart som beskrevs av Léon Camille Marius Croizat. Cleistanthus concinnus ingår i släktet Cleistanthus och familjen emblikaväxter. Inga underarter finns listade i Catalogue of Life.